# Pleuroprucha asthenaria
Pleuroprucha asthenaria là một loài bướm đêm thuộc họ Geometridae. Nó được tìm thấy ở Bắc Mỹ (bao gồm Florida và Oklahoma), Nam Mỹ và Jamaica.
Ấu trùng ăn nhiều loài cây khác nhau, gồm cây xoài.

## Hình ảnh

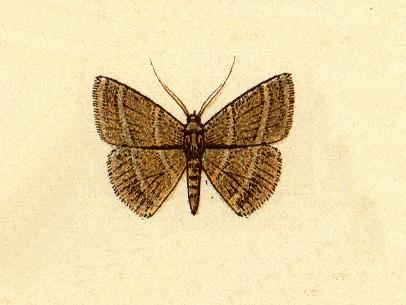